# Józef Nowara
Józef Jan Nowara (ur. 25 lutego 1945 w Kostuchnie, zm. 10 listopada 1984 w Luksemburgu) – szablista i trener, trzykrotny olimpijczyk i dwukrotny medalista mistrzostw świata.
Syn Jerzego i Rozalii Pająk, absolwent Technikum Mechanicznego im. S. Starzyńskiego w Warszawie (1970) i bielańskiej AWF (1977). Reprezentował barwy Baildonu Katowice (od 1961, trenerzy: Antoni Sobik i Teodor Zaczyk), a następnie Legii Warszawa (1965-1977), trener: Ryszard Zub). Na mistrzostwach Polski zdobył osiem złotych medali: w szabli indywidualnej w 1975 oraz w szabli drużynowej w latach 1965, 1966, 1968-1970, 1972 i 1974.. 
Podczas mistrzostw świata w Hawanie w 1969 roku Polacy w składzie: Jerzy Pawłowski, Józef Nowara, Zygmunt Kawecki, Krzysztof Grzegorek i Janusz Majewski zdobyli srebrny medal w zawodach drużynowych. W tej samej konkurencji zdobył brązowy medal na mistrzostwach świata w Ankarze rok później.
Na igrzyskach olimpijskich w Meksyku w 1968 roku zajął szóste miejsce w turnieju indywidualnym. W rundzie finałowej przegrał wszystkie pięć pojedynków. W zawodach drużynowych zajął piąte miejsce. Na rozgrywanych cztery lata później igrzyskach olimpijskich w Monachium indywidualnie dotarł do ćwierćfinałów, a drużynowo był piąty. Brał też udział w igrzyskach olimpijskich w Montrealu w 1976 roku, gdzie w turnieju indywidualnym odpadł w rundzie eliminacyjnej, a drużynowo Polacy zajęli szóste miejsce.
Po zakończeniu kariery wyemigrował do Luksemburga, pracując jako trener tamtejszej reprezentacji. Zginął w wypadku samochodowym 10 listopada 1984. Jego imieniem nazwano organizowany w Luksemburgu turniej szpadzistek, będący częścią Pucharu Świata.